# Валиев, Камиль Ахметович
Ками́ль Ахме́тович Вали́ев (15 января 1931, Мамадышский район, Татарская АССР — 28 июля 2010, Москва) — советский и российский физик, доктор физико-математических наук, профессор, научный руководитель Физико-технологического института РАН, академик АН СССР, академик РАН.

## Биография
Окончил среднюю школу в 1949 году.
Окончив физико-математический факультет Казанского университета в 1954 году с отличием по специальности «физика», продолжил образование в аспирантуре Казанского университета.
В 1953—1964 годах (последовательно) старший преподаватель, доцент, заведующий кафедрой физики Казанского педагогического института.
Кандидат физико-математических наук (1958). Тема диссертации: «Магнитный резонанс на ядрах парамагнитных атомов».
Доктор физико-математических наук (1963). Тема диссертации: «Теоретические вопросы исследования жидкого вещества спектроскопическими методами (магнитный резонанс и молекулярное рассеяние и поглощение света)».
В 1967 году присвоено звание профессора.
В 1972 году избран членом-корреспондентом АН СССР по отделению общей физики и астрономии (технической физики).
В 1984 году избран академиком АН СССР по отделению информатики, вычислительной техники и автоматизации (элементной базы, материалов вычислительной техники и диагностики).
В 1965—1978 годах первый директор НИИ молекулярной электроники и завода «Микрон».
В 1967—1981 годах основатель и первый заведующий кафедрой интегральных полупроводниковых схем МИЭТ (впоследствии кафедра интегральной электроники и микросистем, ставшая в 2023 году основной Института интегральной электроники им. К.А. Валиева).
В 1977—1983 годах — заведующий сектором микроэлектроники Физического института им. П. Н. Лебедева, а в 1984—1988 годах — заведующий лабораторией (отделом) микроэлектроники Института общей физики. В 1986 году — директор-организатор Института микроэлектроники АН СССР в Ярославле.
В 1988 году отдел был выделен в Физико-технологический институт, и Валиев стал его первым директором. В 2005 году он передал руководство Александру Александровичу Орликовскому, став научным руководителем института.
В 1989—1992 годах одновременно с работой во ФТИАНе Валиев в связи со скоропостижной кончиной Бориса Васильевича Баталова временно исполняет обязанности директора зеленоградского НИИСАПРАН.
В 1991 году избран академиком РАН по отделению нанотехнологий и информационных технологий РАН (секция вычислительных, локационных, телекоммуникационных систем и элементной базы).
Заведующий кафедрой физических и технологических проблем микроэлектроники МФТИ.
В Московском университете работал с 2001 года, возглавив кафедру квантовой информатики факультета ВМК МГУ.
Главный редактор журнала «Микроэлектроника».
В 1954—1991 годах член КПСС.
Похоронен в Москве на Перепечинском кладбище.

## Из библиографии
Книги
- Цифровые интегральные схемы на МДП-транзисторах / К. А. Валиев, А. Н. Кармазинский, М. А. Королёв ; Под ред. проф. К. А. Валиева. — Москва : Сов. радио, 1971. — 384 с. : ил.; 20 см.
- Микромощные интегральные схемы / К. А. Валиев, В. Н. Дягилев, В. И. Лебедев, А. В. Лубашевский. — Москва : Сов. радио, 1975. — 255 с. : ил.; 24 см.
- Полупроводниковые интегральные схемы памяти на биполярных транзисторных структурах. — Москва : Сов. радио, 1979. — 296 с. : ил.; 21 см.
- Применение контакта металл-полупроводник в электронике / К. А. Валиев, Ю. И. Пашинцев, Г. В. Петров. — М. : Радио и связь, 1981. — 304 с. : ил.; 21 см.
- Физические основы субмикронной литографии в микроэлектронике / К. А. Валиев, А. В. Раков. — Москва : Радио и связь, 1984. — 350 с. : ил.; 22 см.
- Микроэлектроника: достижения и пути развития / К. А. Валиев. — М.: Наука, 1986. — 141,[1] с. : ил.; 20 см. — (Пробл. науки и техн. прогресса).
- Физика субмикронной литографии. — М.: Наука, 1990. — 527,[1] с. : ил.; 22 см; ISBN 5-02-014381-2
- Исследование жидкого вещества спектроскопическими методами : к 75-летию со дня рождения и 50-летию науч. деятельности / К. А. Валиев ; Рос. акад. наук, Физ.-технол. ин-т. — М. : Наука, 2005 (ППП Тип. Наука). — 282, [1] с., [1] л. портр. : ил.; 22 см; ISBN 5-02-035326-4
- Академик К. А. Валиев и его научная школа : избранные труды / Российская акад. наук, Физ.-технологический ин-т. — Москва : Наука, 2011. — 482, [1] с., [5] л. ил. : ил.; 25 см; ISBN 978-5-02-037492-8

Учебные пособия
- Физика твёрдого тела : Учеб. пособие / К. А. Валиев, Н. К. Ракова ; Под ред. канд. физ.-мат. наук А. К. Морочи; М-во высш. и сред. спец. образования СССР. Моск. ин-т электронной техники. — Москва : [б. и.], 1974. — 19 см.
- Структура и тепловые колебания кристаллов : (Учеб. пособие по курсу «Физика твёрдого тела») / К. А. Валиев, Н. К. Ракова; Под ред. Р. Х. Тимерова. — М. : МИЭТ, 1983. — 95 с. : ил.; 20 см.
- Физика полупроводниковых приборов микро- и наноэлектроники : Учеб. пособие / К. А. Валиев, А. А. Кокин; Моск. физ.-техн. ин-т. — М. : МФТИ, 1995. — 111 с. : ил.; 20 см; ISBN 5-230-10873-8
- Наноэлектроника : [монография] / [Валиев К. А. и др.]; под ред. А. А. Орликовского. — Москва : Изд-во МГТУ им. Н. Э. Баумана, 2009. — 25 см. — (Серия Электроника в техническом университете. Прикладная электроника).

Статьи
- Вращательное броуновское движение // Успехи физических наук. 1973. Т. 109. № 1 (совм. с Е. Н. Ивановым);
- Квантовые компьютеры и квантовые вычисления // Успехи физических наук. 2005. Т. 175. № 1.

## Награды
- Орден «За заслуги перед Отечеством» III степени (21 декабря 2005) — за большой личный вклад в развитие отечественной науки, подготовку высококвалифицированных кадров и многолетнюю плодотворную деятельность[8]
- Орден «За заслуги перед Отечеством» IV степени (22 декабря 1999) — за заслуги перед государством, многолетний добросовестный труд и большой вклад в укрепление дружбы и сотрудничества между народами[9]
- Орден Октябрьской Революции (1988)
- Два ордена Трудового Красного Знамени (1971, 1981)
- Ленинская премия (1974) за вклад в организацию Научного центра микроэлектроники, формирование и развитие науки и промышленности Зеленограда в составе коллектива (Гуськов Г. Я., Ливинцев Л. Н., Малинин А. Ю., Савин В. В.)[10].
- Премия Правительства Российской Федерации (2000)
- премия имени С. А. Лебедева РАН (2000) — за цикл работ «Научные и технологические основы элементной базы вычислительной техники»
- международная премия имени Е. К. Завойского (1997)
- Государственная премия Азербайджанской ССР (1976)
- премия Миноборонпрома России (1997 год)
- почетный доктор Казанского университета (2006)

## Память
- В 2012 году супруга академика (Венера Саляховна Валиева) и его коллеги предложили главе Мамадышского района (в который вошла малая родина Валиева — упразднённый Таканышский район) увековечить его память: был учреждён грант главы Мамадышского муниципального района имени академика К. А. Валиева «Лучший ученик физики и математики», в лицее № 2 началась работа по сбору материалов и экспонатов для музея К. А. Валиева. С 2014 года на базе лицея проводится Республиканская научно-практическая конференция имени академика К. А. Валиева.
- В 2013 году были установлены бюст и памятная доска на проходной завода «Микрон» в Зеленограде.
- В 2020 году его имя было присвоено улице, на которой располагается НИИ молекулярной электроники и завода «Микрон».
- В июне 2023 года постановлением Правительства Российской Федерации[11] учреждена стипендия им. К. А. Валиева для студентов, имеющих значительные достижения в области электронной промышленности, и в октябре того же года его имя было присвоено Институт интегральной электроники МИЭТ[2].